# Bireyma Diagne
Bireyma Sadi Diagne (Dakar, 5 dicembre 1954) è un ex cestista senegalese.

## Carriera
Con il Senegal ha disputato i Giochi olimpici di Mosca 1980 e ai Campionati mondiali del 1978.